# Fortezza di Castel Goffredo

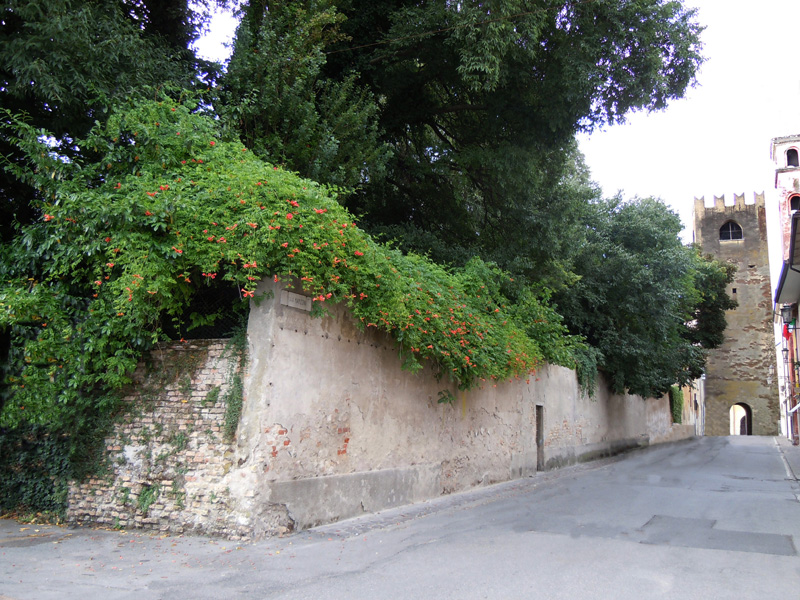
Tratto della prima cinta muraria, a sinistra, corrispondente con il giardino del Palazzo Gonzaga-Acerbi. Sullo sfondo la Torre civica.

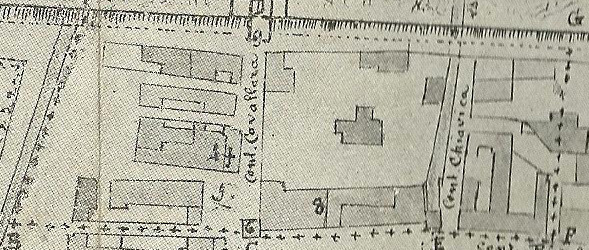
La zona di "Castelvecchio" in una mappa degli inizi del Cinquecento.

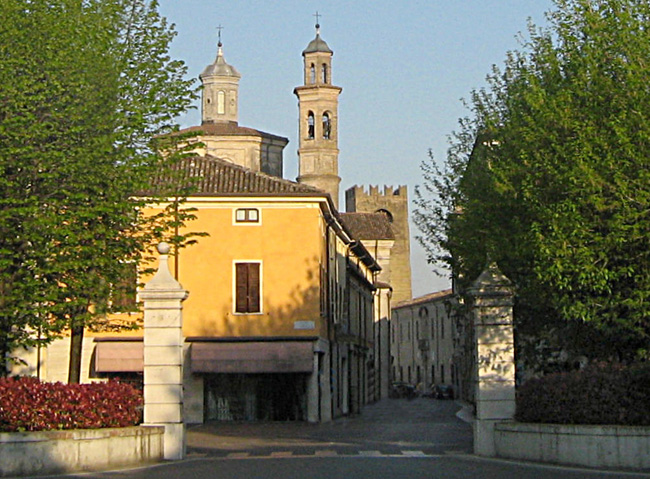
Porta Picaloca

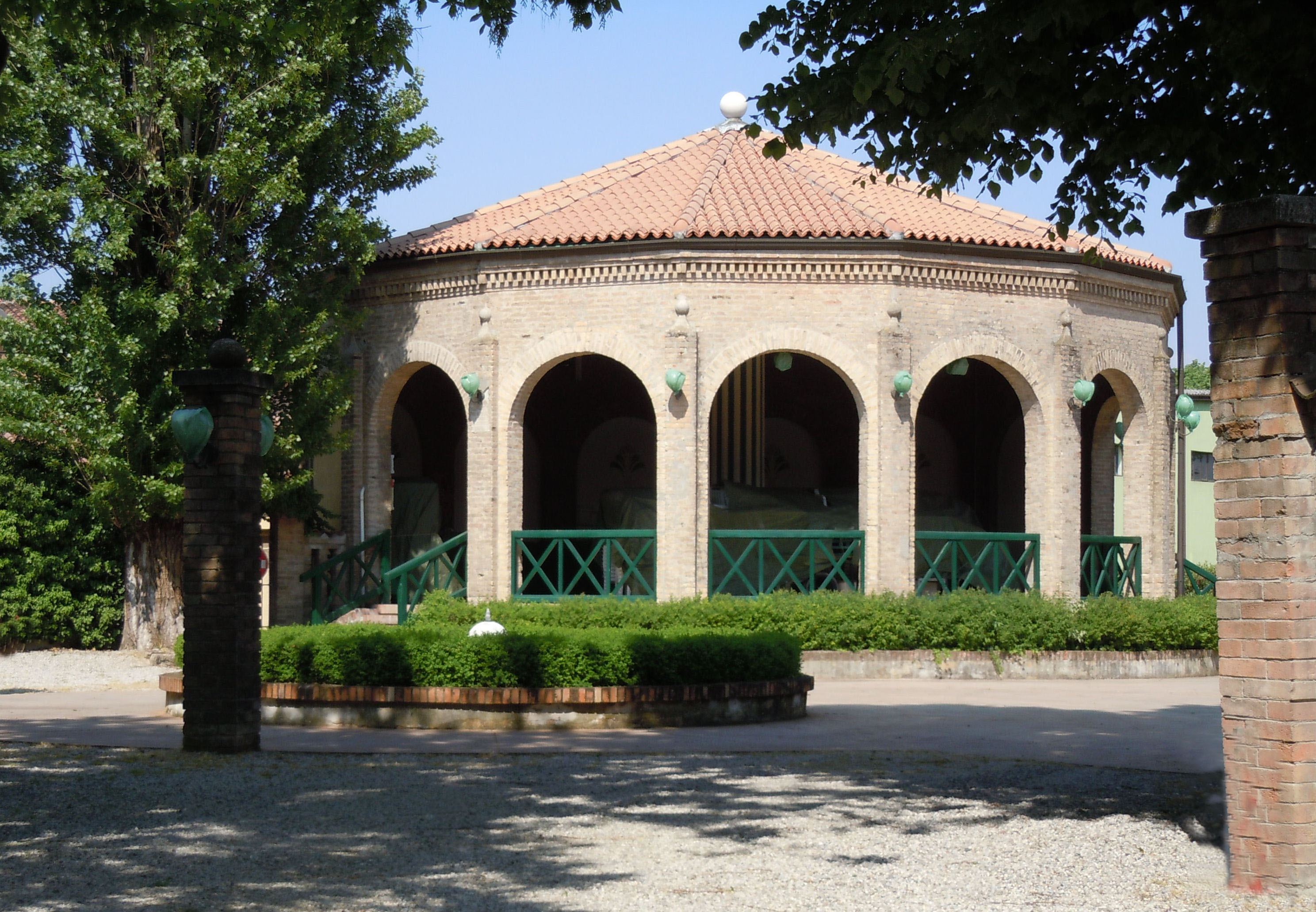
Ex Torrione di Sant'Antonio.

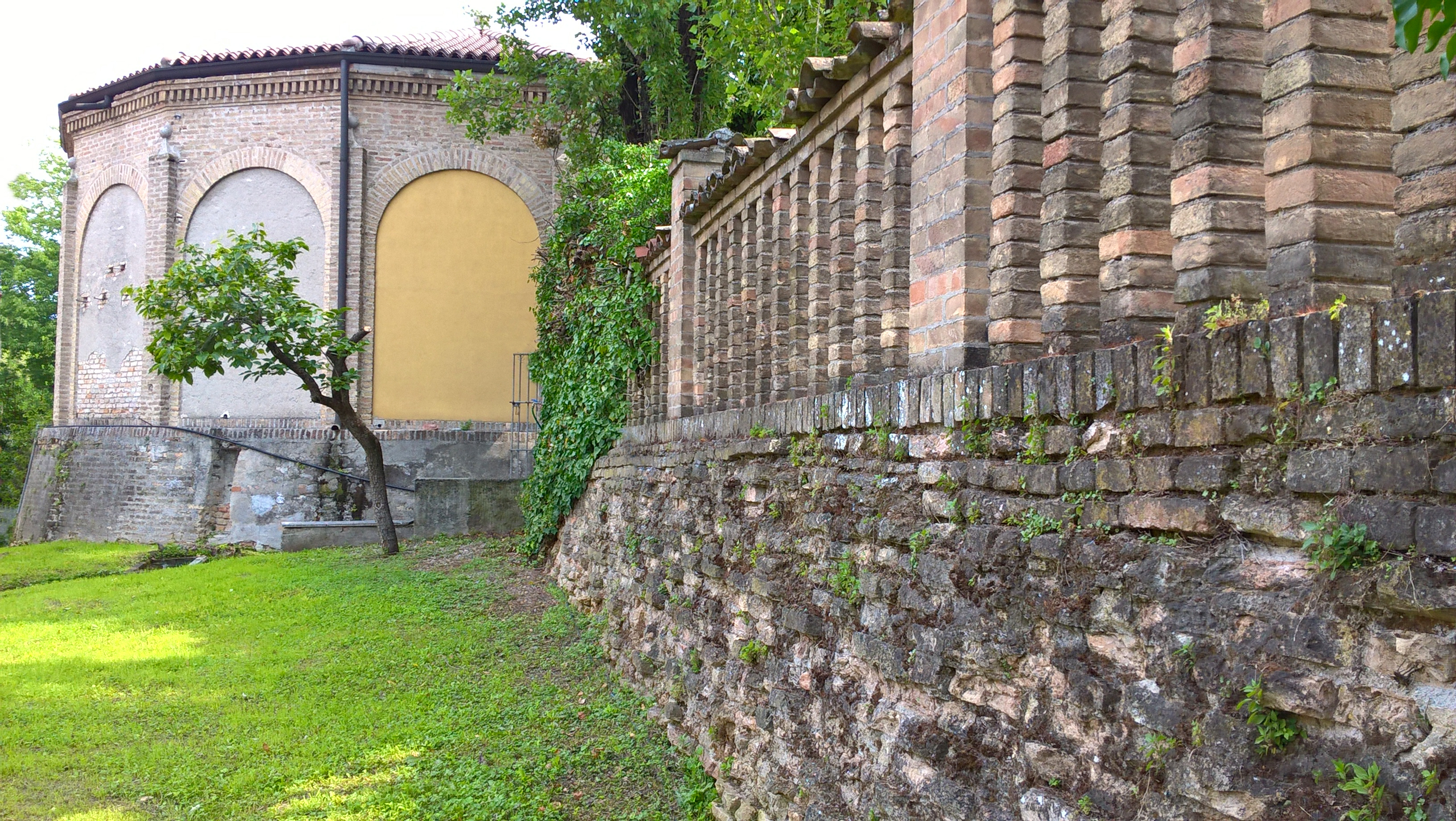
Torrione di Sant'Antonio con un tratto di mura

La fortezza di Castel Goffredo era una struttura fortificata di confine situata a Castel Goffredo.

## Storia
Il complesso di opere difensive nel corso dei secoli furono erette per difendere la città da attacchi ostili. Si potevano distinguere due cinte murarie, una all'interno dell'altra, delle quali rimangono oggi solo alcuni tratti. Le due cinte murarie non furono eseguite contemporaneamente, ma realizzate in tempi diversi ed entrambe rafforzate dai signori di Castel Goffredo, i Gonzaga.

### Prima cinta muraria (X-XI secolo)
Il primo perimetro fortificato di Castel Goffredo, dotato, fino alla metà del Quattrocento, di fossato a difesa e costituito prevalentemente da palizzate in legno e terrapieni, si formò forse entro le rovine del castrum romano e fu eretto tra il 900 e il 1000. Al suo interno sorse il primo nucleo urbano e si chiamò Castellum vetus, ovvero “Castelvecchio", conservato quasi integro ai giorni nostri. Il primo documento attestante la struttura fortificata risale al 29 dicembre 1430, quando il signore di Mantova Gianfrancesco Gonzaga disponeva la riparazione del fortilizio. Del luogo si parla anche in un documento del 12 giugno 1480 nel quale Ludovico Gonzaga, vescovo di Mantova e signore di Castel Goffredo, stipulò un accordo con il comune circa lo scambio di alcune terre, tra cui l'antica rocca, contro cessione della torre e locali annessi.

Della prima fortificazione facevano parte anche:
- il castello medievale, ora scomparso;
- la Torre civica, che fungeva di porta d'accesso (chiamata porta castelli veteri)[9] e chiudeva l'accesso a "Castelvecchio";
- il Palazzo del Vicario, residenza castellata addossata alla torre civica, con fossato antistante di difesa;
- la Rocca, situata al centro della piazzetta di "Castelvecchio";
- il Torrazzo medievale.

Della prima cinta si conserva ancora un importante tratto corrispondente al lato nord del Palazzo Gonzaga-Acerbi.

### Seconda cinta muraria e rivellino (XV secolo)
All'inizio del Quattrocento, sotto il marchesato di Alessandro Gonzaga, anche il resto dell'agglomerato urbano esterno alla prima fortificazione, venne dotato di un secondo ordine di mura e di rivellino. Tutto attorno alle mura si estendeva un fossato originato dal corso dei torrenti Fuga e Tartarello, mentre una strada di circonvallazione percorreva tutto il perimetro.
 Ludovico Gonzaga, vescovo di Mantova e signore di Castel Goffredo, nel 1480 affidò l'incarico di potenziare le mura difensive all'architetto militare Giovanni da Padova,  iniziando la sostituzione delle antiche difese in legno con mura in pietra.
La seconda cinta muraria era dotata di quattro porte di accesso:
- Porta Picaloca, a est, all'ingresso dell'attuale via Mantova;
- Porta di Sopra, a nord,  all'ingresso dell'attuale via Manzoni, a ridosso della quale nel 1460 fu costruito a maggiore difesa il rivellino;[14]
- Porta del Povino, a sud, all'ingresso dell'attuale via Botturi;
- Porta di Poncarale, a ovest, all'ingresso dell'attuale via Poncarali

in seguito ridotte a due (di Sopra e del Povino) sotto il dominio del marchese Aloisio Gonzaga.
Nella "città fortezza", agli inizi del Cinquecento, furono costruiti anche sette torrioni difensivi ad arco circolare così chiamati:
- Torrione Cavallara, a nord-est;
- Torrione di San Giovanni, a est;
- Torrione di San Michele, a sud-est;
- Torrione Fontana del Moro, a sud;
- Torrione dei Disciplini (o di San Matteo), a sud-ovest
- Torrione Poncarali, a ovest;
- Torrione di Sant'Antonio, a nord-ovest, unico rimasto e visitabile nel Parco La Fontanella.

Anche il marchese Aloisio Gonzaga, verso il 1540, provvide a rafforzare le mura e le porte di accesso alla città.
Dopo il marchesato di Alfonso Gonzaga, che apportò solo piccoli miglioramenti alle fortezza, iniziò il decadimento delle mura difensive a causa dell'abbandono in cui furono lasciate dai duchi di Mantova e dalle guerre.
Con l'aggregazione di Castel Goffredo al ducato di Mantova, Vincenzo I Gonzaga non si interessò alla fortezza e solo nel 1629, dopo lo scoppio della guerra di successione di Mantova e del Monferrato, la struttura fortificata di Castel Goffredo venne rivalutata. La Serenissima realizzò ulteriori opere di difesa e grazie all'ingegnere militare Giovan Giacomo Marchesi costruite delle lunette a est, sud e ovest della fortezza e potenziati i torrioni con nuovi pezzi di artiglieria.

### Abbattimento delle mura
Tra il 1757 e il 1771 iniziò il progressivo abbattimento delle opere di difesa, iniziando dal rivellino e dalle lunette esterne.
Nel 1817 prese avvio la demolizione della seconda cinta muraria, che progressivamente venne conclusa nel 1920.

### Resti delle mura
Di questa seconda cinta muraria si conserva ancora oggi traccia nel Torrione di Sant'Antonio sul quale, nel 1930, venne costruito un edificio adibito a colonia estiva elioterapica (Parco La Fontanella), nel tratto di fossato che cingeva le mura a ovest del borgo, nel muro di cinta di Palazzo Gonzaga-Acerbi e una costruzione di civile abitazione sorta sul Torrione dei Disciplini assieme a un tratto di fossato a sud-ovest del centro abitato.
Delle porte che chiudevano la città rimane traccia in due pilastri in marmo della Porta Picaloca all'ingresso di via Mantova.

## Galleria d'immagini

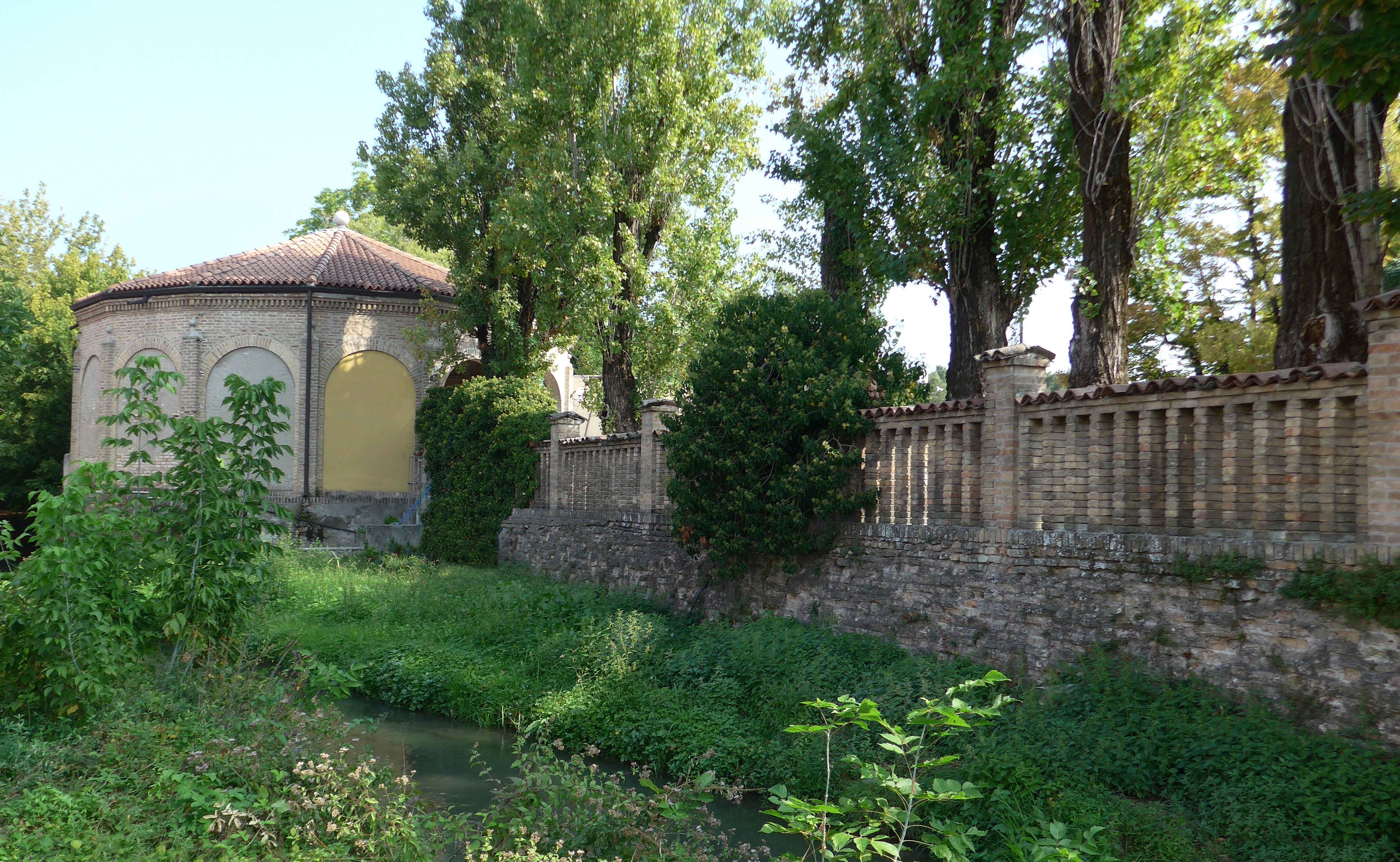
Torrione S. Antonio e mura gonzaghesche
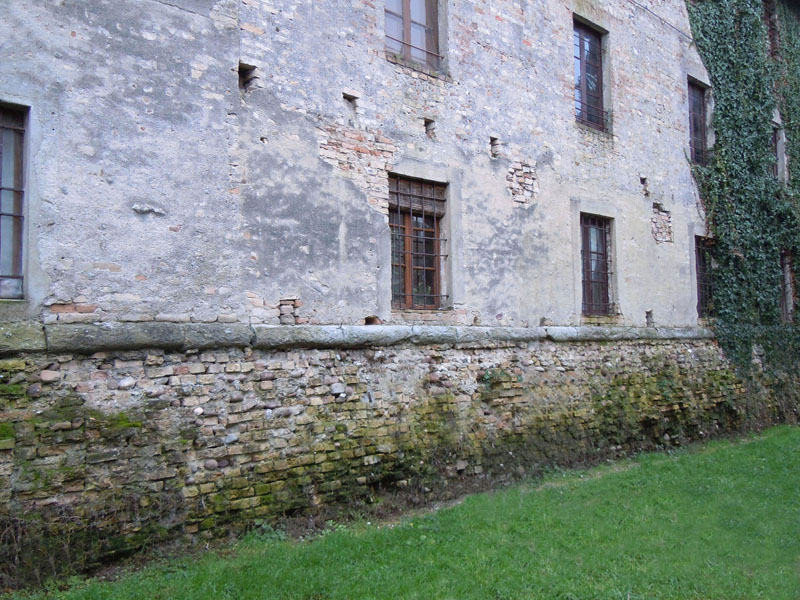
Tratto della prima cinta muraria dell'XI secolo con redondone in pietra
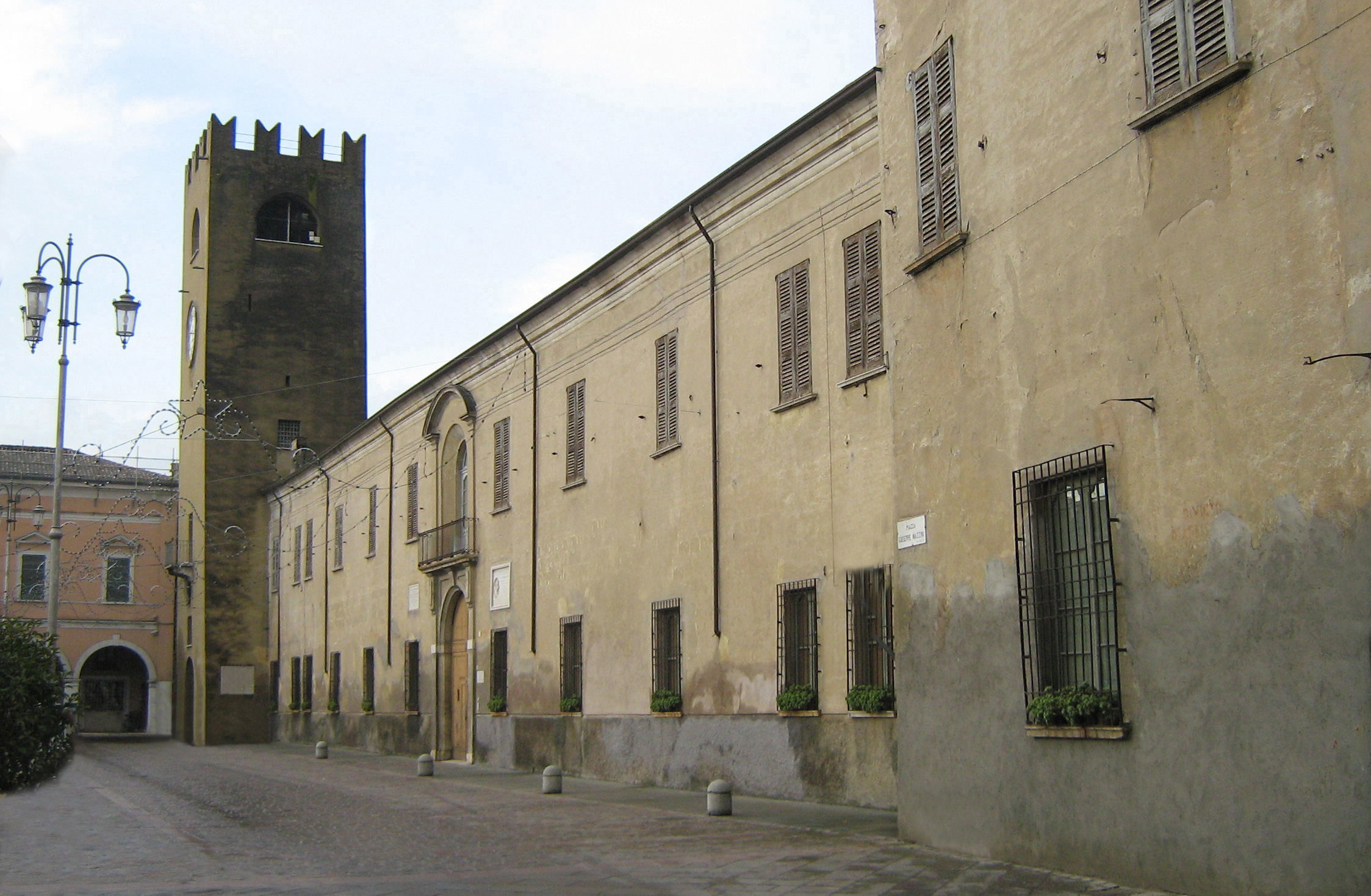
Palazzo Gonzaga-Acerbi
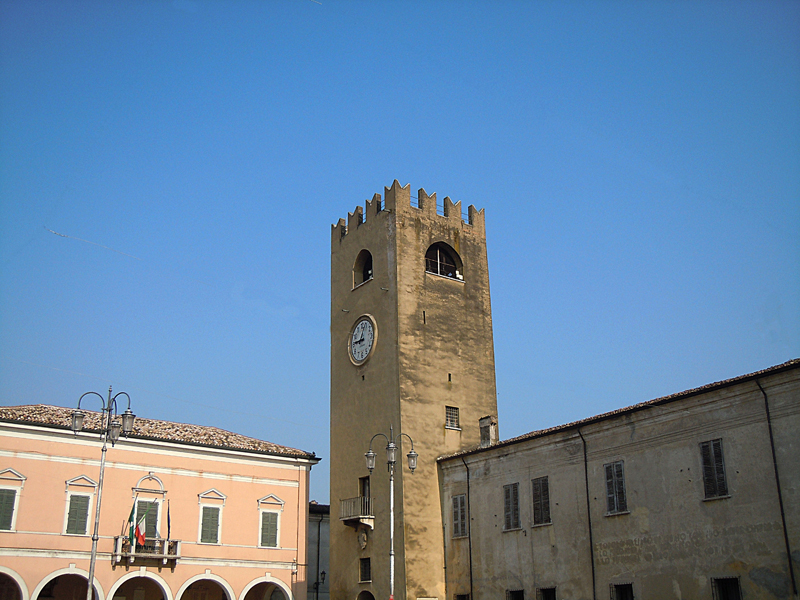
Torre civica
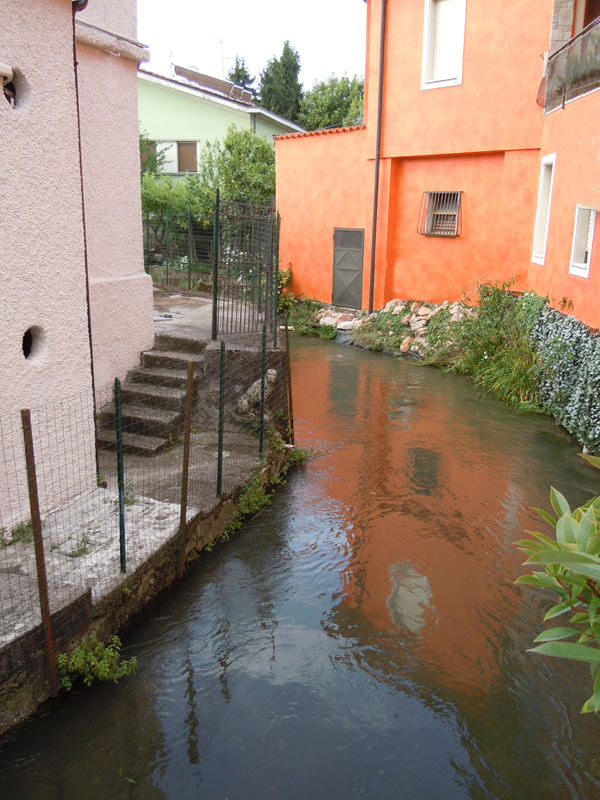
Ex Torrione dei Disciplini, a sinistra, con fossato di difesa
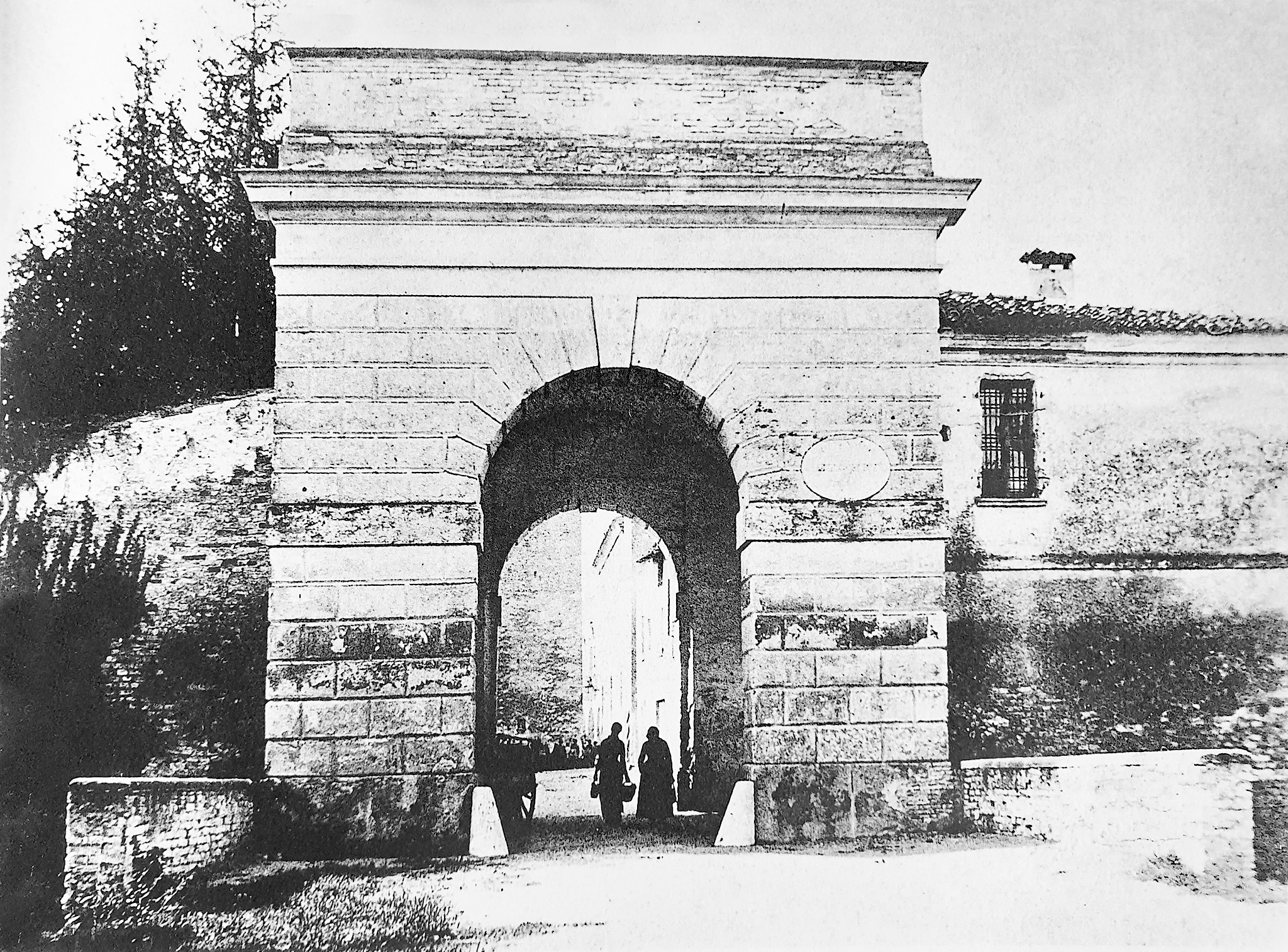
Porta di Sopra
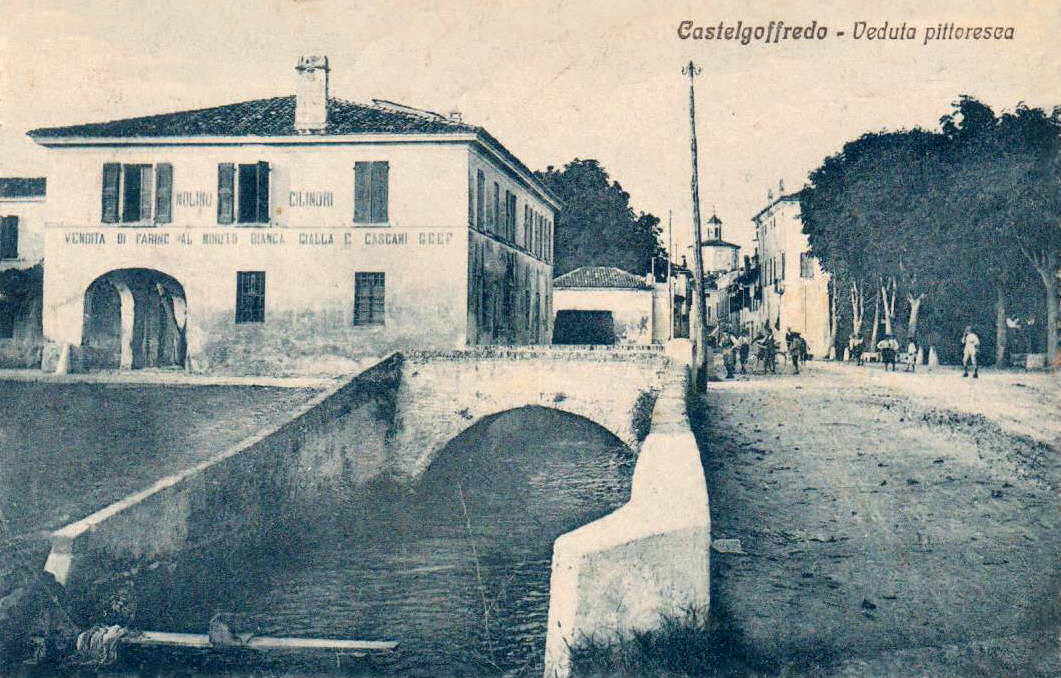
Porta del Povino agli inizi del '900
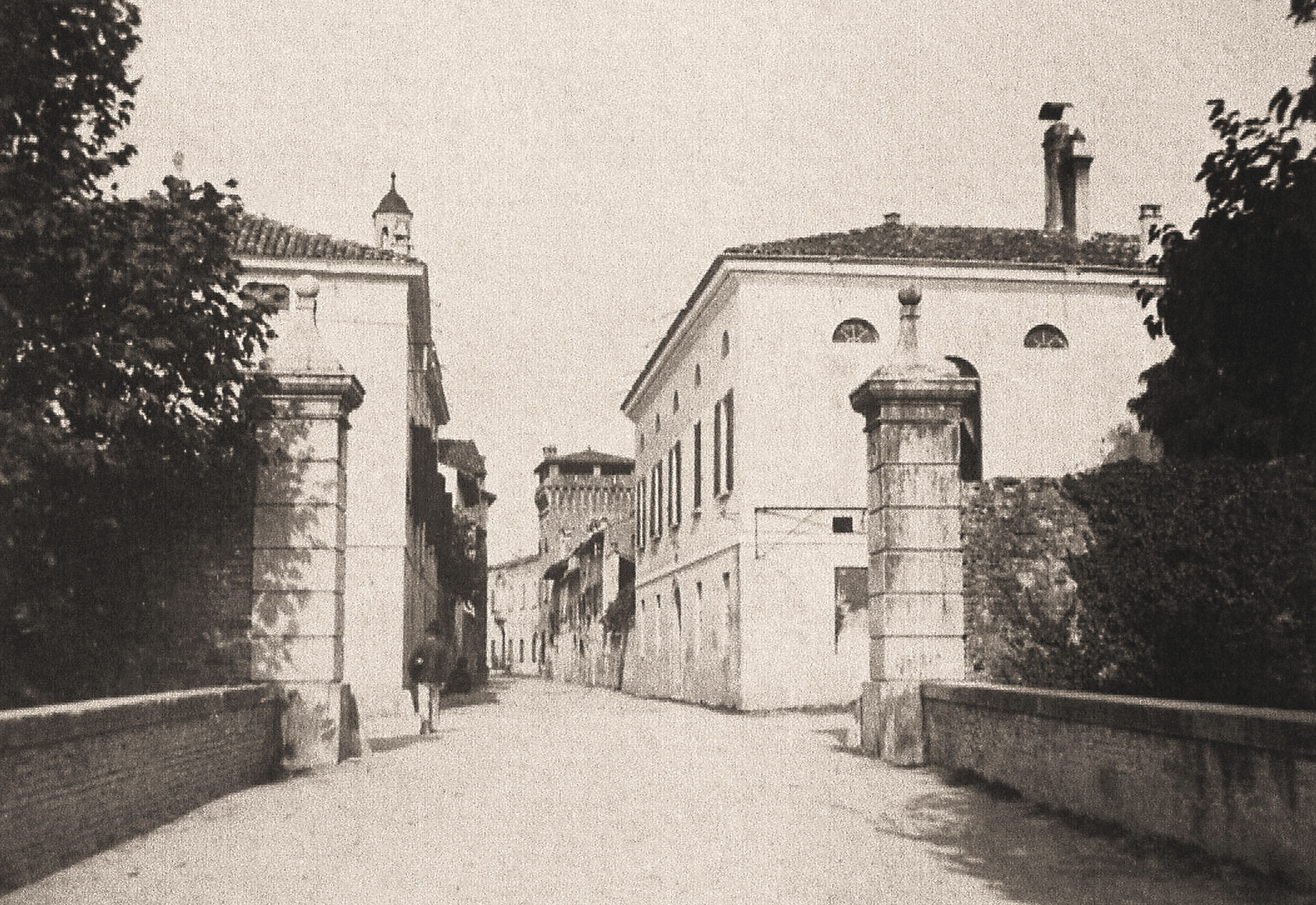
Porta Picaloca e ospedale vecchio (a destra), agli inizi del '900
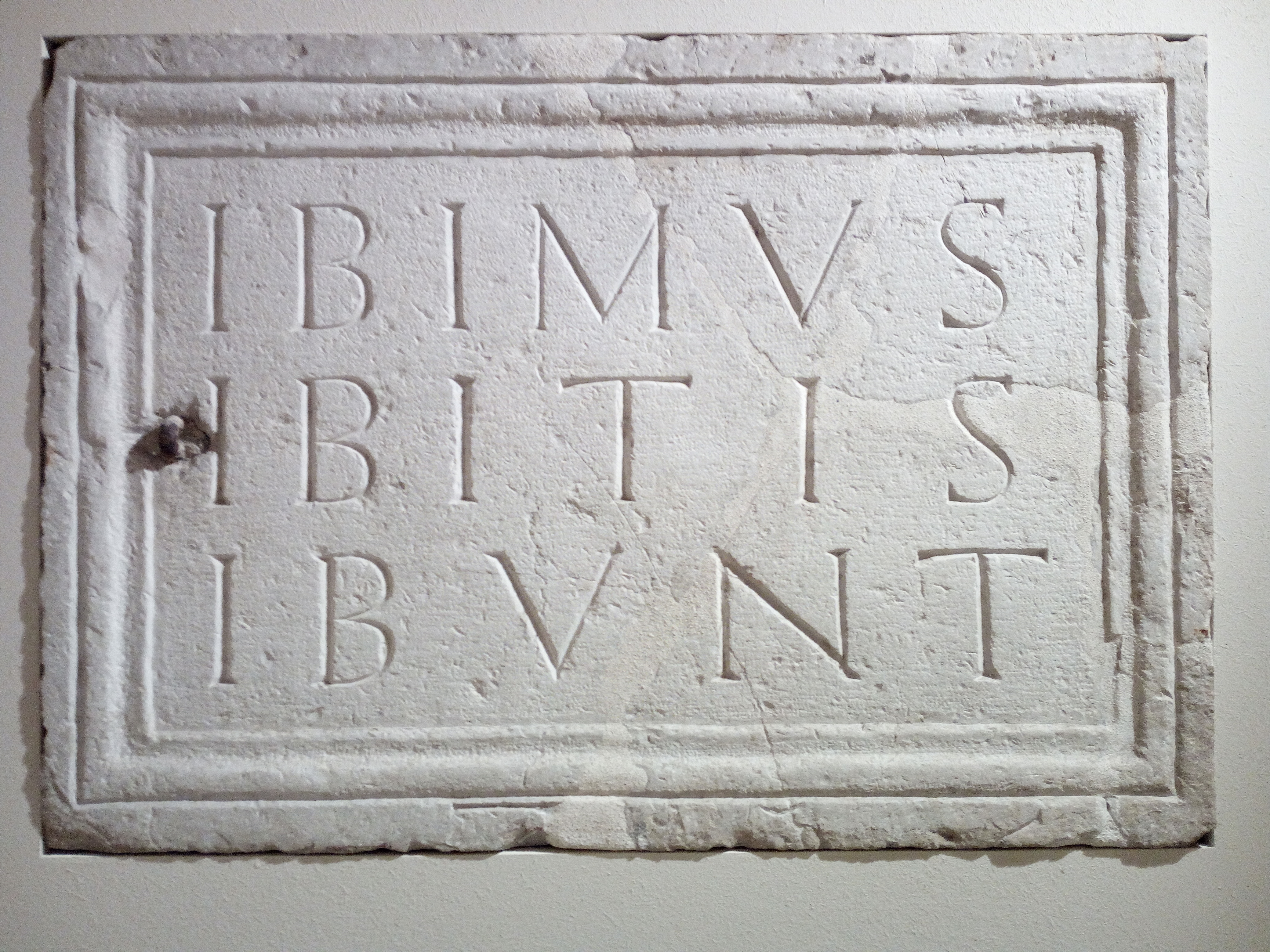
IBIMVS, IBITIS, IBVNT, lapide collocata sul rivellino[N 1]
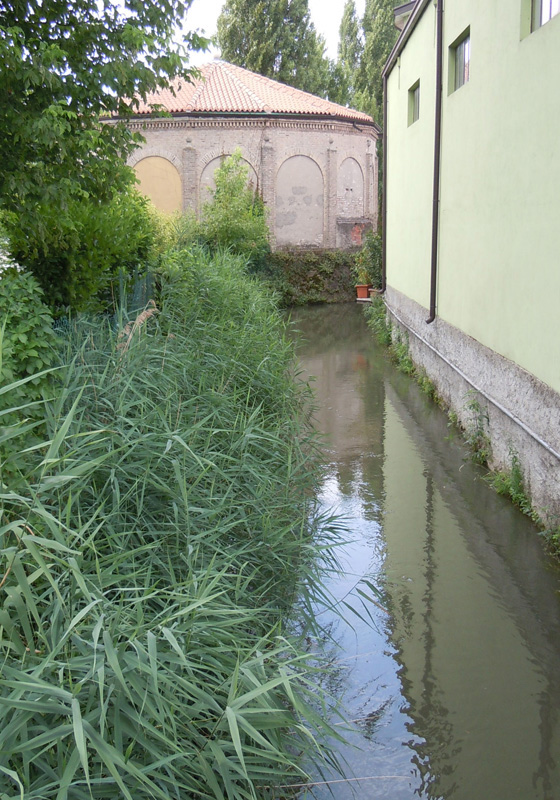
Castel Goffredo, ex Torrione di Sant'Antonio con fossato di difesa alimentato dal torrente Fuga

### Annotazioni
1. ↑  In italiano: "Andremo, andrete, andranno".

### Fonti
1. ↑  Bonfiglio (1922), p. 2.
2. ↑   Francesco Bonfiglio, Notizie storiche di Castelgoffredo, 2ª ed., Mantova, 2005.
3. ↑  Vignoli (2010), p. 45.
4. ↑   Alessandro Ballarini, Storia e Archeologia del territorio Mantovano tra VII e XI secolo, p. 12, su academia.edu. URL consultato il 17 dicembre 2014.
5. ↑  Bonfiglio (2005), p. 34.
6. ↑  Berselli, p. 99.
7. ↑  Vignoli (2010), p. 39.
8. 1 2  Bonfiglio (2005), p. 61.
9. ↑  Vignoli (2010), pp. 16-17.
10. ↑  Bonfiglio (2005), p. 62.
11. ↑   Giovanni da Padova. Dizionario Biografico degli Italiani, su treccani.it. URL consultato il 2 luglio 2011.
12. ↑  Vignoli (2010), p. 47.
13. ↑  Bonfiglio (2005), pp. 71-72.
14. ↑  Berselli, p. 107.
15. ↑  Berselli, p. 106.
16. ↑  Bonfiglio (2005), p. 79.
17. ↑  Bonfiglio (2005), p. 87.
18. ↑  Vignoli (2010), p. 83.
19. ↑  Vignoli (2010), p. 85.
20. ↑  Vignoli (2010), p. 93.
21. ↑  Bonfiglio (2005), p. 88.
22. ↑  Bonfiglio (2005), p. 89.
23. ↑  Bonfiglio (2005), p. 91.
24. ↑  Vignoli (2010), p. 131.

### Altre fonti
- 1999 – Immagina. Castel Goffredo: l'evoluzione di un territorio, CD-ROM, a cura del Comune di Castel Goffredo